# Јабланица (Тешањ)
Јабланица је насељено место у Босни и Херцеговини у општини Тешањ које административно припада Федерацији Босне и Херцеговине. Према попису становништва из 1991. у насељу живио је 831 становник.

## Становништво
По последњем службеном попису становништва из 1991. године, у насељу Јабланица живео је 831 становник. Сви становници су били Муслимани. Муслимани се данас углавном изјашњавају као Бошњаци.